# 麝香
麝香（じゃこう）は雄のジャコウジカの腹部にある香嚢（ジャコウ腺）から得られる分泌物を乾燥した香料、生薬の一種である。ムスク（英: musk）とも呼ばれる。

## 用途
主な用途は香料と薬の原料としてであった。
麝香の産地であるインドや中国では有史以前から薫香や香油、薬などに用いられていたと考えられている。
アラビアでもクルアーンにすでに記載があることからそれ以前に伝来していたと考えられる。
ヨーロッパにも6世紀には情報が伝わっており、12世紀にはアラビアから実物が伝来した記録が残っている。
甘く粉っぽい香りを持ち、香水の香りを長く持続させる効果があるため、香水の素材として極めて重要であった。
また、興奮作用や強心作用、男性ホルモン様作用といった薬理作用を持つとされ、六神丸、樋屋奇応丸、宇津救命丸（かつては救心にも使用されてきたが現在は麝香の使用を廃止）などの日本の伝統薬・家庭薬にも使用されているが、日本においても中国においても漢方の煎じ薬の原料として用いられることはない。
中医薬学では生薬として、専ら天然の麝香が使用されるが、輸出用、または安価な生薬として合成品が使われることもある。

## 採取

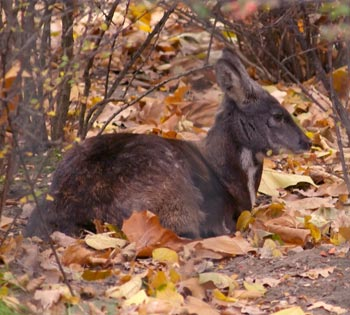
麝香をもつジャコウジカ
（シベリアジャコウジカ）

麝香はかつては雄のジャコウジカを殺してその腹部の香嚢を切り取って乾燥して得ていた。
香嚢の内部にはアンモニア様の強い不快臭を持つ赤いゼリー状の麝香が入っており、一つの香嚢からはこれが30グラム程度得られる。
これを乾燥するとアンモニア様の臭いが薄れて暗褐色の顆粒状となり、薬としてはこれをそのまま、香水などにはこれをエタノールに溶解させて不溶物を濾過で除いたチンキとして使用していた。
ロシア、チベット、ネパール、インド、中国などが主要な産地であるが、特にチベット、ネパール、モンゴル産のものが品質が良いとされていた。
これらの最高級品はトンキンから輸出されていたため、トンキン・ムスクがムスクの最上級品を指す語として残っている。
麝香の採取のために殺されたジャコウジカはかつては年間1万から5万頭もいたとされている。
そのためジャコウジカは絶滅の危機に瀕し、絶滅のおそれのある野生動植物の種の国際取引に関する条約（ワシントン条約）によりジャコウの商業目的の国際取引は原則として禁止された。
現在では中国においてジャコウジカの飼育と飼育したジャコウジカを殺すことなく継続的に麝香を採取すること（麻酔で眠らせるなどの方法がある）が行なわれるようになっているが、商業的な需要を満たすには遠く及ばない。六神丸、奇応丸、宇津救命丸などは条約発効前のストックを用いているという。救心は2015年に入手困難な麝香を廃止し、鹿茸、沈香を新配合さらに牛黄を増量することで対応している。
そのため、香料用途としては合成香料である合成ムスクが用いられるのが普通であり、麝香の使用は現在ではほとんどない。

## 成分
麝香の甘く粉っぽい香気成分の主成分は15員環の大環状ケトン構造をもつムスコン（3 - メチルシクロペンタデカノン）であり0.3 - 2.5% 程度含有する。そのほかに微量成分としてムスコピリジン (muscopyridine) などの大環状化合物が多数発見されている。有機溶媒に可溶な成分のうちで最大20%程度含まれている。この他に男性ホルモン関連物質であるC19-ステロイドのアンドロスタン骨格を持つアンドロステロンやエピアンドロステロン (epiandrosterone) などの化合物が含まれている。ムスコンが2% 以上、C19-ステロイドが0.5% 以上のものが良品とされる。麝香の大部分はタンパク質等である。麝香のうちの約10%程度が有機溶媒に可溶な成分で、その大部分はコレステロールなどの脂肪酸エステル、すなわち動物性油脂である。

## 役割
ジャコウジカは一頭ごとに別々の縄張りを作って生活しており、繁殖の時期だけつがいを作る。そのため麝香は雄が遠くにいる雌に自分の位置を知らせるために産生しているのではないかと考えられており、性フェロモンの一種ではないかとの説がある一方、分泌量は季節に関係ないとの説もある。

## 他の麝香、ムスク
ジャコウジカから得られる麝香以外にも、麝香様の香りを持つもの、それを産生する生物に麝香あるいはムスクの名を冠することがある。
霊猫香（シベット）を産生するジャコウネコやジャコウネズミ、ムスカリ、ムスクローズやムスクシード（アンブレットシード）、ジャコウアゲハなどが挙げられる。
また、単に良い強い香りを持つものにも同様に麝香あるいはムスクの名を冠することがある。
マスクメロンやタチジャコウソウ（立麝香草、タイムのこと）などがこの例に当たる。